# Tianjin Open 2019
Tianjin Open 2019 byl tenisový turnaj pořádaný jako součást ženského okruhu WTA Tour, který se odehrával na otevřených dvorcích s tvrdým povrchem v mezinárodním tenisovém centru. Probíhal mezi 7. až 13. říjnem 2019 v čínském přímo spravovaném městě Tchien-ťinu, jakožto šestý ročník turnaje.
Turnaj se sníženým rozpočtem oproti předchozímu roku ve výši 500 000 dolarů patřil do kategorie WTA International. Nejvýše nasazenou hráčkou ve dvouhře se po odstoupení Keninové stala světová dvacítka Wang Čchiang z Číny, která ve druhém kole uhrála jen tři gemy na Britku Heather Watsonovou. Jako poslední přímá účastnice do dvouhry nastoupila 132. hráčka žebříčku Číňanka Pcheng Šuaj.
Druhý singlový titul na okruhu WTA Tour vybojovala 24letá Švédka Rebecca Petersonová. Premiérovou společnou trofej ze čtyřhry si odvezl japonský pár Šúko Aojamová a Ena Šibaharová.

## Distribuce bodů a finančních odměn

### Distribuce bodů
| Soutěž  | vítězky | finalistky | semifinalistky | čtvrtfinalistky | 16 v kole | 32 v kole | Q  | Q3 | Q2 | Q1 |
| ------- | ------- | ---------- | -------------- | --------------- | --------- | --------- | -- | -- | -- | -- |
| dvouhra | 280     | 180        | 110            | 60              | 30        | 1         | 18 | 14 | 10 | 1  |
| čtyřhra | 280     | 180        | 110            | 60              | 1         | —         | —  | —  | —  | —  |

### Finanční odměny
| Soutěž                              | vítězky   | finalistky | semifinalistky | čtvrtfinalistky | 16 v kole | 32 v kole | Q3    | Q2    | Q1    |
| ----------------------------------- | --------- | ---------- | -------------- | --------------- | --------- | --------- | ----- | ----- | ----- |
| dvouhra                             | 111 164 $ | 55 324 $   | 29 730 $       | 8 898 $         | 4 899 $   | 3 026 $   | 900 $ | 750 $ | 600 $ |
| čtyřhra                             | 17 724 $  | 9 222 $    | 4 950 $        | 2 623 $         | 1 383 $   | —         | —     | —     | —     |
| částka ve čtyřhře je uvedena na pár |           |            |                |                 |           |           |       |       |       |

## Ženská dvouhra

### Nasazení
| Stát                         | Hráčka             | WTA | Nasazení |
| ---------------------------- | ------------------ | --- | -------- |
| USA                          | Sofia Keninová     | 16. | 1.       |
| Čína                         | Wang Čchiang       | 20. | 2.       |
| Ukrajina                     | Dajana Jastremská  | 26. | 3.       |
| Francie                      | Caroline Garciaová | 31. | 4.       |
| Čína                         | Čang Šuaj          | 35. | 5.       |
| Kazachstán                   | Julia Putincevová  | 37. | 6.       |
| Čína                         | Čeng Saj-saj       | 39. | 7.       |
| Polsko                       | Magda Linetteová   | 41. | 8.       |
| Žebříček WTA k 30. září 2019 |                    |     |          |

### Jiné formy účasti
Následující hráčky obdržely divokou kartu do hlavní soutěže:
- Tuan Jing-jing
- Samantha Stosurová
- Jang Čao-süan

Následující hráčka nastoupila do hlavní soutěže pod žebříčkovou ochranou:
- Kateryna Bondarenková

Následující hráčky postoupily z kvalifikace:
- Kurumi Naraová
- Arina Rodionovová
- Wang Si-jü
- Jou Siao-ti

Následující hráčky postoupily z kvalifikace jako tzv. šťastné poražené:
- Ma Šu-jüe
- Wang Sin-jü

### Odhlášení
před zahájením turnaje
- Amanda Anisimovová → nahradila ji  Kateryna Bondarenková
- Viktoria Azarenková → nahradila ji  Jennifer Bradyová
- Sie Šu-wej → nahradila ji  Heather Watsonová
- Sofia Keninová → nahradila ji  Wang Sin-jü
- Elise Mertensová → nahradila ji  Christina McHaleová
- Garbiñe Muguruzaová → nahradila ji  Anastasija Potapovová
- Naomi Ósakaová → nahradila ji  Rebecca Petersonová
- Alison Riskeová → nahradila ji  Ču Lin
- Aryna Sabalenková → nahradila ji  Astra Sharmaová
- Sloane Stephensová → nahradila ji  Kristie Ahnová
- Iga Świąteková → nahradila ji  Lauren Davisová
- Čang Šuaj → nahradila ji  Ma Šu-jüe

### Skrečování
- Kurumi Naraová
- Wang Sin-jü
- Čeng Saj-saj

## Ženská čtyřhra

### Nasazení
| Stát                                                                     | Hráčka             | Stát | Hráčka              | WTA | Nasazení |
| ------------------------------------------------------------------------ | ------------------ | ---- | ------------------- | --- | -------- |
| USA                                                                      | Nicole Melicharová | Čína | Sü I-fan            | 26. | 1.       |
| Austrálie                                                                | Samantha Stosurová | Čína | Čang Šuaj           | 30. | 2.       |
| Chorvatsko                                                               | Darija Juraková    | USA  | Desirae Krawczyková | 73. | 3.       |
| Čína                                                                     | Tuan Jing-jing     | Čína | Pcheng Šuaj         | 84. | 4.       |
| Žebříček WTA k 30. září 2019; číslo je součtem umístění obou členek páru |                    |      |                     |     |          |

### Jiné formy účasti
Následující pár obdržel divokou kartu:
- Ng Kwan-yau /  Čeng Saj-saj

Následující pár nastoupil do čtyřhry z pozice náhradníka:
- Sü Š'-lin /  Jou Siao-ti

### Odhlášení
před zahájením turnaje
- Wang Sin-jü
- Čang Šuaj

v průběhu turnaje
- Yanina Wickmayerová

## Přehled finále

### Ženská dvouhra
- Rebecca Petersonová vs.  Heather Watsonová, 6–4, 6–4

### Ženská čtyřhra
- Šúko Aojamová /  Ena Šibaharová vs.  Nao Hibinová /  Miju Katová, 6–3, 7–5